# Castillo de Rosate
El Castillo Visconteo de Rosate es un castillo defensivo y residencia real situado en Rosate, en la provincia de Milán, dentro del Parco Sud, en Via Circonvallazione en Rosate, Italia, notable por su antigua relación con la familia Visconti y porque encarna la historia de la novela “Marco Visconti” del siglo 1834 y el cuadro Bice en el Castillo de Rosato de Vincenzo Petrocelli conservado en el Palacio Real de Caserta por elección del Rey Fernando II de las Dos Sicilias.

## Historia
Los orígenes del castillo datan del período medieval, sobre un sitio previamente ocupado por una fortificación romana. El primer documento que menciona la estructura defensiva en Rosate data de 1159, cuando el Castillo de Rosate fue asediado y conquistado por las tropas de Federico Barbarossa. Posteriormente, en 1200, el Castillo de Rosate sufrió otro asedio por parte de las fuerzas de la ciudad de Pavía. El Castillo de Rosate fue reconstruido entre 1323 y 1329 por la familia de los Torriani, pero con la llegada de los Visconti al señorío de Milán, el Castillo de Rosate perdió gran parte de su importancia estratégica.
Hoy en día, la estructura se presenta como una construcción de ladrillos y estuco, con una torre de tres pisos. La fachada presenta una ventana de arcos múltiples de ladrillo, coronada por una merlatura gibelina. Se pueden ver huecos en los muros para los bolzoni del puente levadizo que en su día aseguraba o bloqueaba el acceso al castillo.
El Castillo de Rosate también es conocido por ser el escenario de una historia narrada por el escritor e historiador Tommaso Grossi en su novela “Marco Visconti”. En la novela, se cuenta cómo Marco Visconti, enamorado de la joven Bice del Balzo, hija del Conde Del Balzo, intentó casarse con ella contra la voluntad del primo que había prometido casarse con ella. El conflicto entre los dos desembocó en un duelo, mientras Marco ordenó el secuestro secreto de Bice, encerrándola en los sótanos del Castillo de Rosate. Finalmente, Marco se reconcilió con el primo y fue a liberar a la joven, solo para descubrir que se había suicidado por desesperación. Se dice que la historia es verdadera y que el alma de Bice del Balzo aún está presente en Rosate, ayudando a reconciliar a las parejas antes de que sea demasiado tarde, brindando la serenidad que ella nunca tuvo.

## Enlaces
- Tommaso Grossi
- Vincenzo Petrocelli